# Eduardo Tuzzio
Eduardo Nicolas Tuzzio est un footballeur italo-argentin né le 31 juillet 1974 à Buenos Aires. Il évolue au poste de défenseur.

## Carrière
- 1993-2001 : San Lorenzo ( Argentine)
- 1995-1996 : Quilmes AC ( Argentine) (prêt)
- 2001-2003 : Olympique de Marseille ( France)
- 2003-2009 : CA River Plate ( Argentine)
- 2005-2006 : Real Majorque ( Espagne) (prêt)
- 2009 : CA Independiente ( Argentine) (prêt)
- 2009-2013 : CA Independiente ( Argentine)

## Palmarès
- International argentin (2 sélections)
- 3 titres de champion d'Argentine
- 1 titre de champion d'Amérique du Sud

- - 2001 : Apertura avec San Lorenzo
  - 2003 : Clausura avec CA River Plate
  - 2004 : Clausura avec CA River Plate
  - 2010 : Copa Sudamericana avec CA Independiente